# Melanotaenia praecox
Melanotaenia praecox là một loài cá thuộc họ Melanotaeniidae. Nó là loài đặc hữu của Tây Papua ở Indonesia.

## Hình ảnh

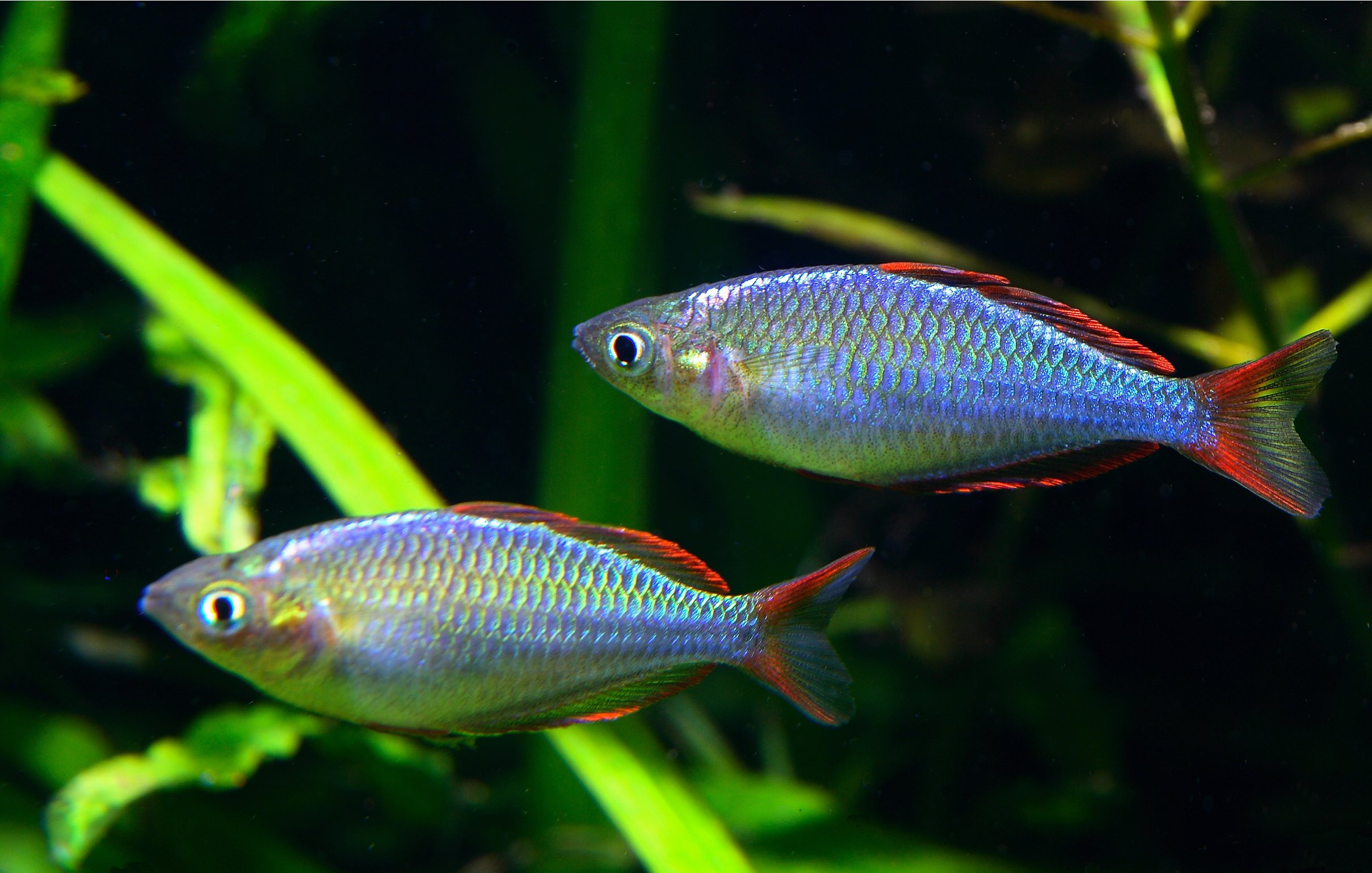
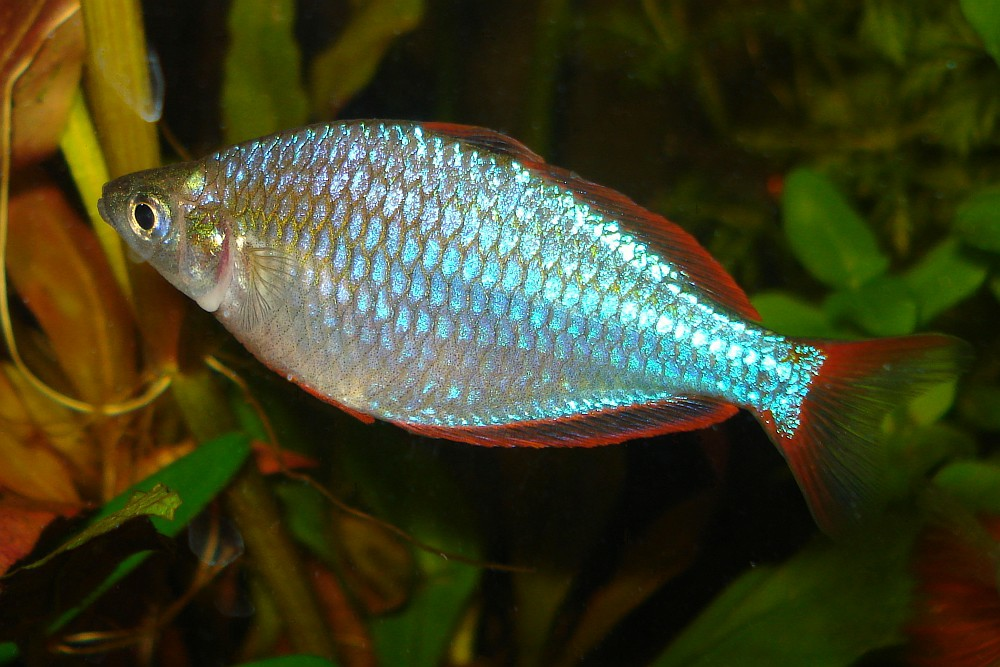
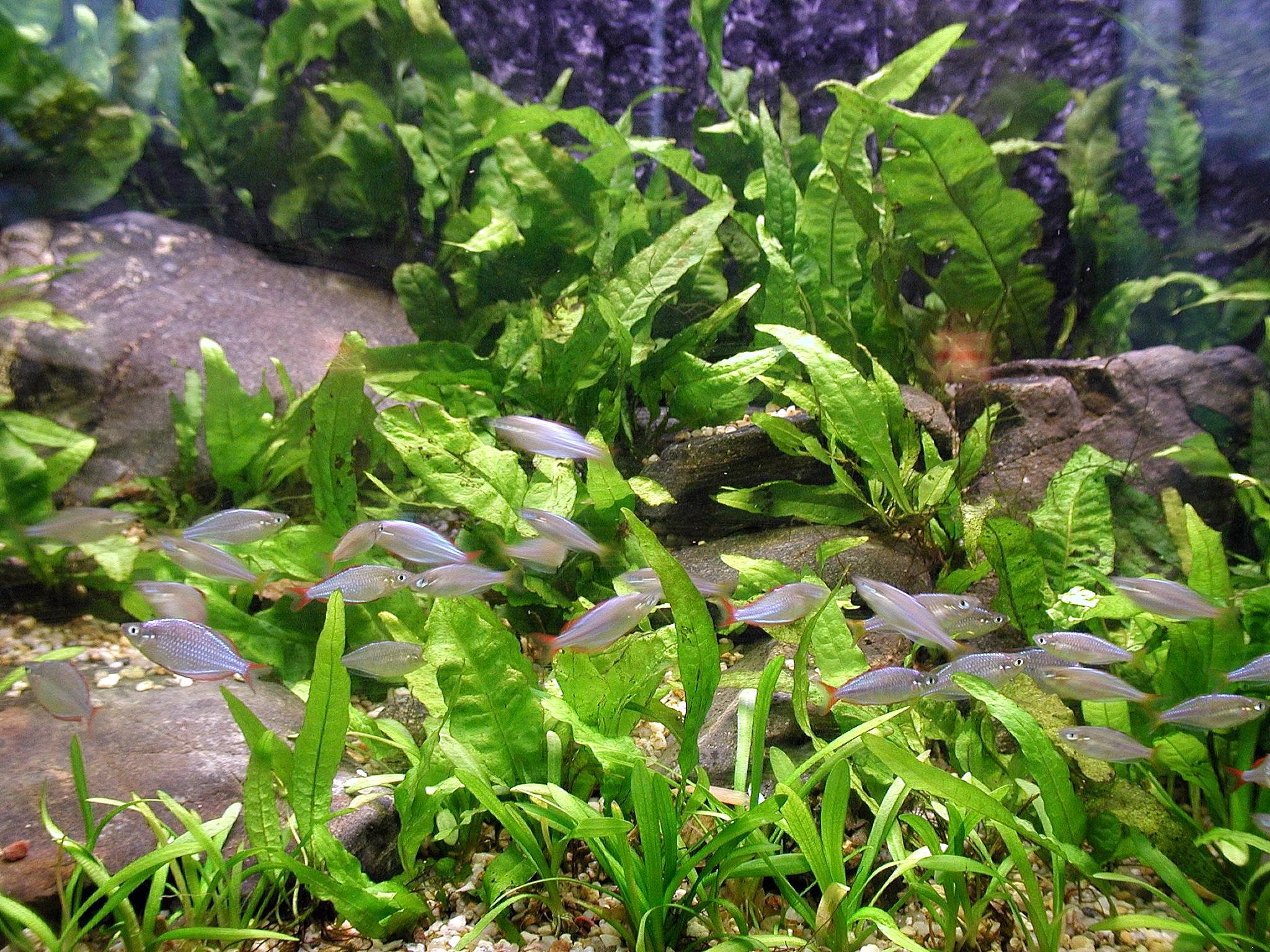
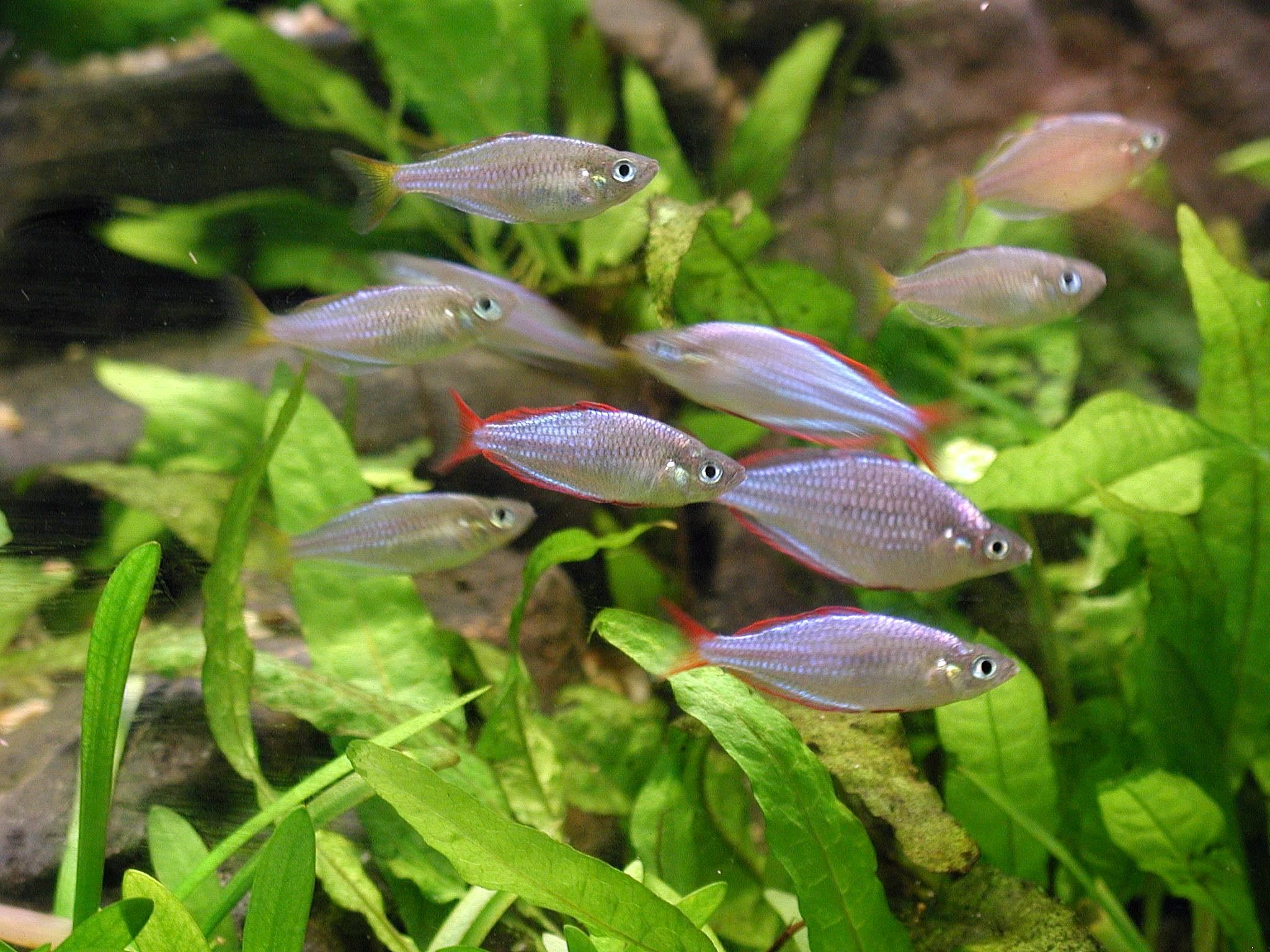